# Decima Brigata di Cavalleria Motorizzata (Polonia)

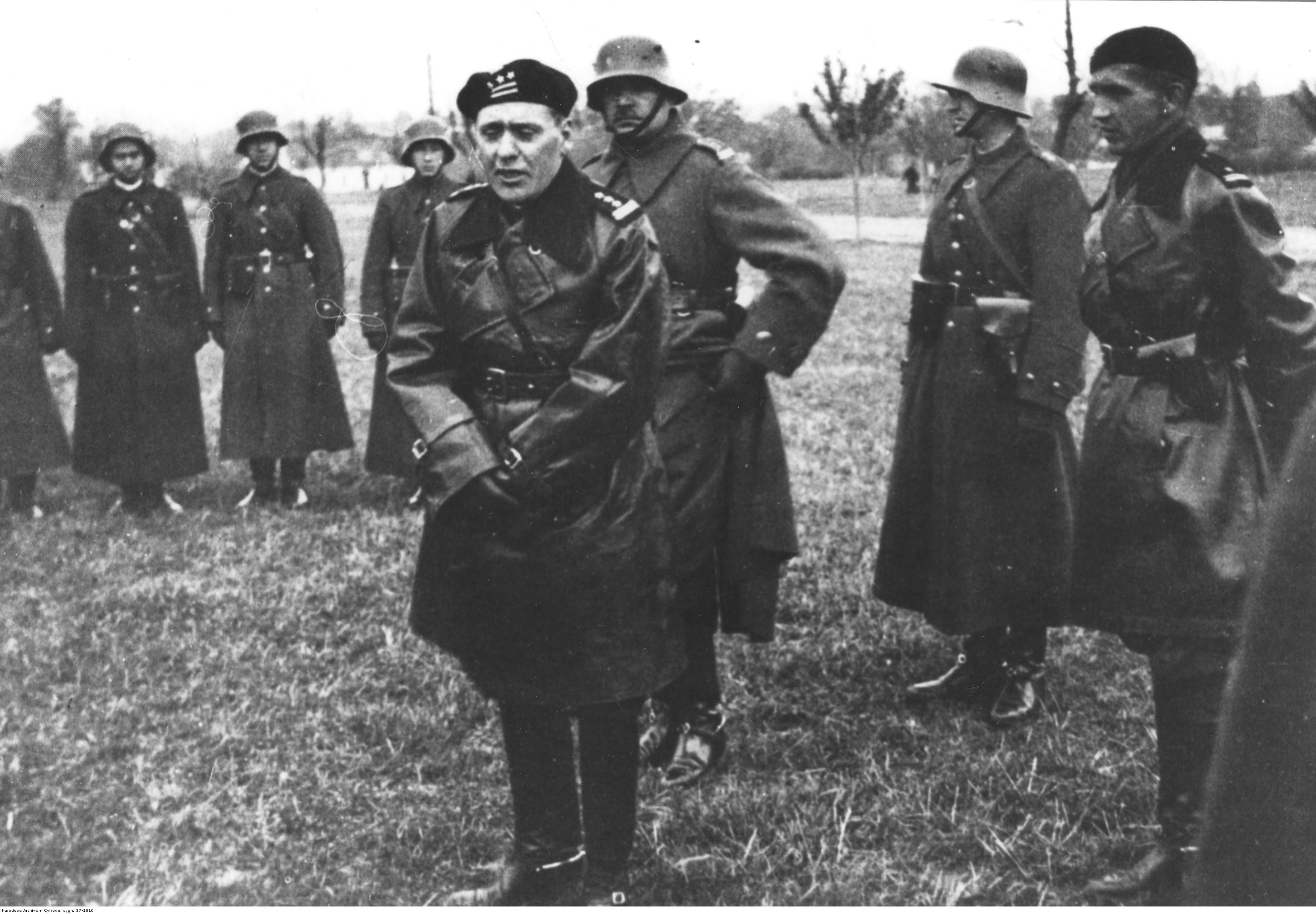
Stanisław Maczek con i suoi soldati (1938)

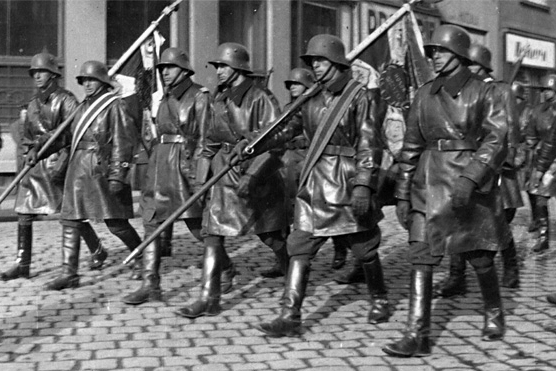
Soldati della Decima Brigata (1938)

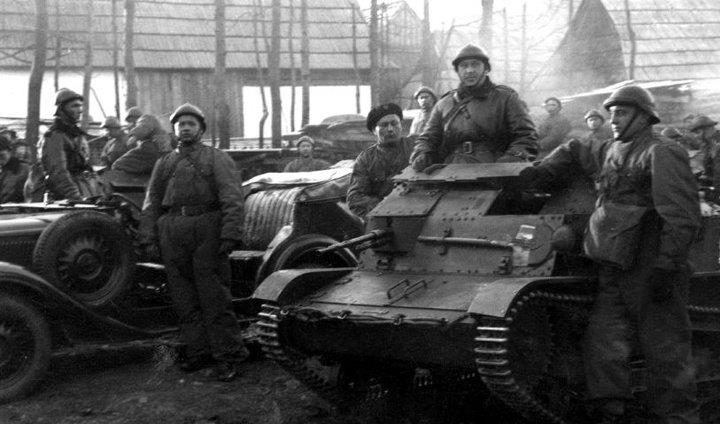
Il TK-3 è stato un tankette polacco (1938)

La 10ª Brigata di Cavalleria (in polacco 10. Brygada Kawalerii) era un'unità militare polacca durante la seconda guerra mondiale. Fu l'unica unità di fanteria motorizzata polacca completamente operativa durante l'invasione della Polonia, poiché la Brigata Motorizzata Corazzata di Varsavia non fu completata entro il primo settembre 1939.
Comandata dal colonnello, in seguito generale, Stanisław Maczek, è considerata una delle poche unità militari polacche della seconda guerra mondiale (di dimensioni di brigata o più grandi) a non essere state definitivamente sconfitte nel 1939.

## La creazione nel 1937
L'unità è stata costituita nel febbraio 1937, parzialmente come esperimento. Doveva essere un ibrido fra una brigata di fanteria motorizzata regolare ed il concetto francese di Division legere. Poiché i generali di cavalleria polacchi avevano ancora dei dubbi sul valore delle forze meccanizzate, c'era una certa opposizione alla riforma delle normali unità di cavalleria in unità motorizzate. Il test della nuova unità si è svolto in un campo di addestramento appositamente creato vicino a Kielce, nonché nella Scuola di Addestramento delle Unità Corazzate. La brigata è stata concepita come unità di emergenza fra le riserve del comandante in capo. I suoi compiti erano quelli di perlustrare le aree circostanti delle truppe polacche, di avvicinarsi alla forze nemiche e di combattere le unità meccanizzate nemiche.

## L'esercitazione del 1939
L'ufficiale in comando della 10ª Brigata di Cavalleria Motorizzata era il colonnello Stanisław Maczek e il suo capo di stato maggiore era il Maggiore Franciszek Skibiński. Sebbene la Brigata fosse completamente motorizzata, era ancora ufficialmente chiamata "10ª Brigata di Cavalleria". Tuttavia, la maggior parte delle fonti di stampa la definiva "motorizzata" per distinguerla dalle altre unità di cavalleria.
La prima esercitazione offensiva della Brigata, nel 1939, fu considerata un fallimento. La Brigata disponeva di artiglieria controcarri inadeguata per contrastare potenziali unità corazzate nemiche. La Brigata era anche considerata insufficientemente versatile, soprattutto rispetto a un'unità di cavalleria standard, che nello sterrato era migliore sia per capacità tattiche sia in velocità. Per questo motivo furono introdotti diversi cambiamenti strutturali che sarebbero stati successivamente copiati durante la formazione della Brigata di cavalleria corazzata di Varsavia.

## Ruolo durante l'invasione della Polonia
Durante l'invasione della Polonia nel settembre 1939, la brigata fu assegnata all'esercito di Cracovia a difesa della Piccola Polonia e della Slesia. Dotata di soli carri armati leggeri, senza un battaglione di artiglieria pesante annesso, aveva a disposizione solo otto cannoni pesanti quando entrò in battaglia durante il primo giorno dell'invasione tedesca. Dopo la battaglia di Jordanów, l'unità di Maczek affrontò l'intero XVIII Corpo d'Armata Tedesco del Generale Eugen Beyer e protesse con successo il fianco meridionale delle forze polacche lungo i monti Beschidi. Supportata da diversi battaglioni di Guardie di Frontiera e forze di Difesa Nazionale, la Decima Brigata di Cavalleria Motorizzata polacca ha combattuto contro due divisioni Panzer (4ª Divisione leggera di Alfred Ritter von Hubicki e la 2ª Divisione Panzer di Rudolf Veiel), oltre che contro la 3ª divisione da montagna di Eduard Dietl.
Per cinque giorni, la brigata di Maczek rallentò efficacemente l'avanzata tedesca. Nonostante la superiorità numerica e tecnica, l'avanzata giornaliera delle unità tedesche non superava i 10 km. I soldati polacchi approfittarono del terreno difficile e montuoso, fermando gli attacchi tedeschi e occasionalmente contrattaccando. Tuttavia, dopo che il fronte di Cracovia è stato spezzato a nord della posizione della brigata, la Decima Brigata di Cavalleria Corazzata è stata ritirata dalla prima linea. Ha quindi combattuto come unità di esplorazione nella Piccola Polonia, difendendo ponti e guadi, finché è arrivata a Leopoli e si è unita ai difensori della città. Durante la battaglia di Leopoli, l'unità aveva il ruolo di riserva mobile per facilitare il ritiro di altre unità polacche verso la testa di ponte rumena. Tuttavia, il piano cambiò quando la Polonia fu invasa dall'Unione Sovietica il 17 settembre: dopo due giorni, Edward Rydz-Śmigły, maresciallo di Polonia, ordinò alla brigata di attraversare il confine ungherese.
La brigata del colonnello Maczek fu pertanto internata in Ungheria. L'unità perse circa la metà dei suoi uomini, ma non fu mai sconfitta in combattimento aperto. I tedeschi chiamavano la 10ª Brigata di cavalleria "Die Schwarze Brigade" - "La Brigata Nera", a causa delle giacche nere indossate dalle truppe meccanizzate polacche.

## Combattimenti in Francia
La storia della Decima Brigata di Cavalleria Motorizzata non si è conclusa nel 1939. Con il tacito appoggio degli ungheresi, la maggior parte dei suoi soldati riuscì a raggiungere la Francia per unirsi all'esercito polacco guidato dal generale Władysław Sikorski. Combatterono in Francia nel 1940 e durante la caduta dello stato francese nel giugno 1940, i veterani della "Brigata Nera" furono evacuati in Gran Bretagna, dove divennero il nucleo della 1ª divisione corazzata polacca formata nel febbraio 1942.

## Composizione
| Brigata                                                | Reggimento                                                      | Sotto-unità                           | Armamenti                                                     |
| ------------------------------------------------------ | --------------------------------------------------------------- | ------------------------------------- | ------------------------------------------------------------- |
| 10ª Brigata di Cavalleria Motorizzata Stanisław Maczek | 10º Reggimento di Fucilieri Motorizzati Janusz Bokszczanin      | 4 Squadroni di Fucilieri Motorizzati  | Ognuno formato da 3 Plotoni di Fanteria e 1 Plotone Anticarro |
| 10ª Brigata di Cavalleria Motorizzata Stanisław Maczek | 10º Reggimento di Fucilieri Motorizzati Janusz Bokszczanin      | 1 Squadrone di Mitragliatrici Pesanti | 12 Ckm wz. 30 e 2 mortai da 81mm                              |
| 10ª Brigata di Cavalleria Motorizzata Stanisław Maczek | 10º Reggimento di Fucilieri Motorizzati Janusz Bokszczanin      | 1 Plotone Anticarro                   | 3 Bofors da 37mm                                              |
| 10ª Brigata di Cavalleria Motorizzata Stanisław Maczek | 24º Reggimento Uhlan Kazimierz Dworak                           | 4 Squadroni di Fucilieri Motorizzati  | Ognuno formato da 3 Plotoni di Fanteria e 1 Plotone Anticarro |
| 10ª Brigata di Cavalleria Motorizzata Stanisław Maczek | 24º Reggimento Uhlan Kazimierz Dworak                           | 1 Squadrone di Mitragliatrici Pesanti | 12 Ckm wz. 30 e 2 mortai da 81mm                              |
| 10ª Brigata di Cavalleria Motorizzata Stanisław Maczek | 24º Reggimento Uhlan Kazimierz Dworak                           | 1 Plotone Anticarro                   | 3 Bofors da 37mm                                              |
| 10ª Brigata di Cavalleria Motorizzata Stanisław Maczek | 16º Battaglione di Artiglieria Motorizzata Kazimierz Zmudzinski | 1 Batteria di Artiglieria da Campo    | 4 cannoni 75 mm Mle. 1897                                     |
| 10ª Brigata di Cavalleria Motorizzata Stanisław Maczek | 16º Battaglione di Artiglieria Motorizzata Kazimierz Zmudzinski | 1 Batteria di Obici                   | 4 obici Škoda 10 cm vz. 1914                                  |
| 10ª Brigata di Cavalleria Motorizzata Stanisław Maczek | 101ª Compagnia di Carri da Ricognizione Ziemski                 |                                       | 4 TKS con cannoni da 20 mm                                    |
| 10ª Brigata di Cavalleria Motorizzata Stanisław Maczek | 101ª Compagnia di Carri da Ricognizione Ziemski                 | 4 TK-3                                |                                                               |
| 10ª Brigata di Cavalleria Motorizzata Stanisław Maczek | 121ª Compagnia di Carri Leggeri Rączkowski                      |                                       | 16 Vickers Mark E                                             |
| 10ª Brigata di Cavalleria Motorizzata Stanisław Maczek | Compagnia di Carri da Ricognizione Święcicki                    |                                       | 4 TKS                                                         |
| 10ª Brigata di Cavalleria Motorizzata Stanisław Maczek | Compagnia di Carri da Ricognizione Święcicki                    | 4 TKF                                 |                                                               |
| 10ª Brigata di Cavalleria Motorizzata Stanisław Maczek | Compagnia Anticarro Moszczeński                                 |                                       | 18 Bofors da 37mm                                             |
| 10ª Brigata di Cavalleria Motorizzata Stanisław Maczek | 90º Battaglione di Ingegneri Motorizzati Dorant                 | 2 Compagnie di Ingegneri              |                                                               |
| 10ª Brigata di Cavalleria Motorizzata Stanisław Maczek | 71ª Batteria di Artiglieria Contraerea Motorizzata Zwil         |                                       | 4 Bofors da 40 mm                                             |

## Nella cultura popolare
Un resoconto dettagliato della brigata e delle sue azioni è una parte importante del romanzo di narrativa storica A Witness to Gallantry: An American Spy in Poland 1939.